# Ernst Remak
Ernst Julius Remak, né le 26 mai 1849 à Berlin, décédé le 24 mai 1911 à Wiesbaden est un neurologue prussien.

## Biographie
Il était le fils de Robert Remak. Il poursuit ses études secondaires au fameux lycée Sainte-Marie-Madeleine de Breslau. Il fait ses études universitaires à Breslau, Berlin, Wurtzbourg, Strasbourg, et Heidelberg et obtient son diplôme de médecin en 1870. En 1867, il devient membre du Corps Borussia Breslau (de), où il est actif avec Waldemar Dyhrenfurth (de) et avec Georg von Caro (de).
Il participe à la guerre franco-prussienne de 1870-1871. Après avoir été assistant dans le département des maladies du système nerveux de l'hôpital de la Charité de Berlin, de 1873 à 1875, il s'installe comme neurologue dans la capitale allemande, où il devient privat-docent en 1877, et professeur en 1893.

## Publications
Ernst Remak a contribué à plus d'une cinquantaine d'articles dans des journaux professionnels. Il est notamment l'auteur de :
- Grundriss der Elektrodiagnostik und Elektrotherapie für Praktische Aerzte, Vienne, 1895;
- « Neuritis und Polyneuritis », in Nothnagel's, Handbuch der Speziellen Pathologic und Therapie, ib. 1900;